# Wydział Historii Uniwersytetu w Białymstoku
Wydział Historii Uniwersytetu w Białymstoku – jeden z piętnastu wydziałów Uniwersytetu w Białymstoku.

## Historia
Powstanie Wydziału Historii Uniwersytetu w Białymstoku wiąże się z datą 15 lipca 1968 r. i powołaniem Filii Uniwersytetu Warszawskiego w Białymstoku. Wówczas na Wydziale Humanistycznym rozpoczął pracę Zakład Historii, którego pierwszym kierownikiem był prof. Andrzej Wyrobisz. Od 1975 r. Zakładem kierowała prof. Elżbieta Kaczyńska.
Pod koniec lat siedemdziesiątych przystąpiono do organizowania Instytutu Historii. 1 lutego 1980 r. Zakład przekształcono w Instytut Historii, a jego dyrektorem został prof. Andrzej Wyrobisz.
W 1997 r., wraz z powołaniem Uniwersytetu w Białymstoku, Instytut wszedł w skład Wydziału Historyczno-Socjologicznego.
1 października 2019 r., wraz z nowym statutem UwB, został powołany Wydział Historii i Stosunków Międzynarodowych.
1 września 2023 roku w wyniku podziału Wydziału Historii i Stosunków Międzynarodowych powstał Wydział Historii, który prowadzi następujące kierunki: historię (studia 1 i 2 stopnia), studia wschodnie (studia 1 i 2 stopnia) i dyplomację publiczną (studia 1 i 2 stopnia)

## Kierunki kształcenia
Dostępne kierunki:
- Historia (studia I i II stopnia)
- Studia wschodnie (studia I i II stopnia)
- Dyplomacja publiczna (studia I i II stopnia)

## Władze Wydziału
W kadencji 2024–2028:
| Stanowisko                          | Imię i nazwisko             |
| ----------------------------------- | --------------------------- |
| Dziekan                             | dr hab. Tomasz Mojsik       |
| Prodziekan ds. dydaktycznych        | dr hab. Grzegorz Zackiewicz |
| Prodziekan ds. studenckich          | dr Justyna Olędzka          |
| Prodziekan ds. rozwoju (od 04.2025) | dr Ewa Kaźmierczyk          |

## Struktura organizacyjna
| Jednostka                                                                                      | Kierownik                          |
| ---------------------------------------------------------------------------------------------- | ---------------------------------- |
| Katedra Historii Kultury                                                                       | prof. dr hab. Małgorzata Dajnowicz |
| Katedra Historii Struktur Demograficznych, Gospodarczych i Religijnych                         | prof. dr hab. Cezary Kuklo         |
| Centrum Badań Struktur Społecznych i Gospodarczych Przednowoczesnej Europy Środkowo-Wschodniej | prof. dr hab. Cezary Kuklo         |